# Paulo Magalhaes
Paulo Cezar Magalhaes Lobos, également surnommé Maga, né le 14 décembre 1989 à Porto Alegre, est un footballeur chilien qui évolue au poste d'ailier droit en faveur du club brésilien du Criciúma EC.

## Biographie

### En club
Avec l'Universidad de Chile, il remporte une compétition internationale : la Copa Sudamericana 2011, gagnée face aux Équatoriens du LDU Quito.

### En équipe nationale
Il reçoit six sélections en équipe du Chili entre 2009 et 2013. Toutefois, seulement cinq sont reconnues par la FIFA.
Il joue son premier match en équipe nationale le 4 novembre 2009, contre le Paraguay (victoire 2-1). Il reçoit sa dernière sélection le 20 janvier 2013, contre Haïti (victoire 3-0). Il ne dispute que des matchs amicaux avec le Chili.

## Palmarès
- Vainqueur de la Copa Sudamericana en 2011 avec l'Universidad de Chile
- Champion du Chili en 2009 (Clôture) avec Colo Colo ; en 2011 (Clôture), 2012 (Ouverture) et 2014 (Ouverture) avec l'Universidad de Chile
- Vainqueur de la Coupe du Chili en 2013 et 2015 avec l'Universidad de Chile
- Vainqueur de la Supercoupe du Chili en 2015 avec l'Universidad de Chile
- Vainqueur du championnat du Rio Grande do Sul (Campeonato Gaucho) en 2016 avec le SC Internacional